# Cantonul Neuvic (Dordogne)
Cantonul Neuvic (Dordogne) este un canton din arondismentul Périgueux, departamentul Dordogne, regiunea Aquitania, Franța.

## Comune
| Comune                    | Populație (1999) | Cod poștal | Cod INSEE |
| ------------------------- | ---------------- | ---------- | --------- |
| Beauronne                 | 330              | 24400      | 24032     |
| Chantérac                 | 547              | 24190      | 24104     |
| Douzillac                 | 798              | 24190      | 24157     |
| Neuvic                    | 3.601            | 24190      | 24309     |
| Saint-André-de-Double     | 162              | 24190      | 24367     |
| Saint-Aquilin             | 508              | 24110      | 24371     |
| Saint-Germain-du-Salembre | 910              | 24190      | 24418     |
| Saint-Jean-d'Ataux        | 117              | 24190      | 24424     |
| Saint-Séverin-d'Estissac  | 83               | 24190      | 24502     |
| Saint-Vincent-de-Connezac | 583              | 24190      | 24509     |
| Vallereuil                | 276              | 24190      | 24562     |